# Paul Grönholm
Paul Grönholm, född 14 december 1907 i Helsingfors, död där 14 april 1992, var en finländsk målare. 
Grönholm studerade vid Finska konstföreningens ritskola 1927–1930 vid Académie Colarossi i Paris 1930–1931, åter vid förstnämnda läroanstalt 1931–1932 och debuterade 1932. Han var en hängiven kolorist som främst målade landskap, stadsbilder och blomstermotiv. Landskapsmotiven är ofta hämtade från Sydfrankrike eller den finländska skärgården. Hans oljemålningar, ofta porträtt och figurbilder, samt akvareller, som vanligen är landskap, är fyllda av ljus och präglade av stillhet. I slutet av sitt liv målade han gärna också helt abstrakta kompositioner.